# Клинцовская ТЭЦ
Клинцовская ТЭЦ — газопоршневая теплоэлектроцентраль в городе Клинцы Брянской области. Основной источник теплоснабжения города.
Входит в состав ПАО «ККС-ГРУПП». До сентября 2014 г. — в управлении ОАО «Квадра».

## История
Клинцовская ТЭЦ была построена в 1937 году — 17 сентября теплоэлектроцентраль приняла промышленную электрическую нагрузку.
Долгое время в качестве топлива на ней использовался торф, который подвозился по узкоколейной железной дороге, используемой как транспортное и пассажирское средство. На всём её протяжении были станции. Затем станция перешла на природный газ, который в структуре используемого топлива сейчас составляет 98,4 % (1,6 % — мазут).
ООО «Клинцовская ТЭЦ» было приобретено ПАО «ККС-Групп» в октябре 2014 года. Была разработана инвестиционная программа по техническому перевооружению Клинцовской ТЭЦ на период 2017-2028 гг.,
1 августа 2018 года был произведен торжественный запуск в промышленную эксплуатацию новых построенных объектов. Паросиловые блоки были выведены из эксплуатации и введено газопоршневое оборудование мощностью 10 МВт.
В 2019 году начато строительство второй очереди мощностью 13,2 МВт.
30 августа 2021 года запущена вторая очередь Клинцовской ТЭЦ.

## Деятельность
ТЭЦ отапливает жилые и социальные объекты, многие производственные предприятия, в частности, автокрановый завод, ЖБИ, отделочная фабрика, кожзавод «Лайка-Клинцы».
Несмотря на масштабную инвестиционную программу тариф на тепло на одном из самых низких уровней в Брянской области.

## Адрес
- 243146, Россия, Брянская область, город Клинцы, улица Мира, 1.[6]